# 浙江大学明州医院
浙江大学明州医院，又名鄞州妇女儿童医院，是中国浙江省宁波市鄞州区一所私立综合医院。医院由奥克斯集团创办于2006年5月7日，最初称为宁波明州医院，位于鄞州区泰安西路168号，2015年与浙江大学医学院达成合作，改称浙江大学明州医院，2017年鄞州妇女儿童医院在浙江大学明州医院成立，医院为三级乙等医院。医院2018年营业收入10.47亿元人民币，净利润0.75亿元人民币。